# دولوک
دولوک (به ترکی استانبولی: Dülük، به ارمنی: Տլուք) یک منطقهٔ مسکونی در ترکیه است که در شهیدکامل واقع شده‌است. دولوک ۲٬۲۵۶ نفر جمعیت دارد و ۹۵۰ متر بالاتر از سطح دریا واقع شده‌است.